# Лелеково
Лелеково — упразднённая деревня в Шарьинском районе Костромской области России. Входила в состав Конёвского сельского поселения. Исключена из учётных данных в 2025 году.

## География
Деревня расположена на берегу реки Ветлуги.

## История
Согласно Спискам населенных мест Российской империи в 1872 году деревня относилась к 2 стану Ветлужского уезда Костромской губернии. В ней числилось 17 дворов, проживало 56 мужчин и 56 женщин.
Согласно переписи населения 1897 года в деревне проживало 136 человек (64 мужчины и 72 женщины).
Согласно Списку населенных мест Костромской губернии в 1907 году деревня относилась к Одоевско-Спиринской волости Ветлужского уезда Костромской губернии. По сведениям волостного правления за 1907 год в ней числилось 23 крестьянских двора и 149 жителей. Основным занятием жителей деревни, кроме сельского хозяйства, был лесной промысел.

## Население
| 2008 | 2010 | 2014 |
| ---- | ---- | ---- |
| 0    | →0   | →0   |